# Senu
Genre
Senu est un genre d'opilions laniatores de la famille des Gonyleptidae.

## Distribution
Les espèces de ce genre sont endémiques  du Brésil. Elles se rencontrent dans les États de São Paulo, du Paraná et de Santa Catarina.

## Liste des espèces
Selon World Catalogue of Opiliones (28/08/2021) :
- Senu leonardosi (Mello-Leitão, 1935)
- Senu vestita (Mello-Leitão, 1922)

## Publication originale
- Carvalho & Kury, 2020  : « A new subfamily of Gonyleptidae formed by false Discocyrtus Holmberg, 1878 from Brazil, with revalidation of Pachylobos Piza, 1940 and description of a new genus. » Zoologischer Anzeiger, vol. 290, p. 79–112.